# العلاقات الأوكرانية الليختنشتانية
العلاقات الأوكرانية الليختنشتانية هي العلاقات الثنائية التي تجمع بين أوكرانيا وليختنشتاين.

## مقارنة بين البلدين
هذه مقارنة عامة ومرجعية للدولتين:
| وجه المقارنة                                              | أوكرانيا                                   | ليختنشتاين                                 |
| --------------------------------------------------------- | ------------------------------------------ | ------------------------------------------ |
| المساحة (كم2)                                             | 603.63 ألف                                 | 16                                         |
| عدد السكان (نسمة)                                         | 45.55 مليون                                | 37.47 ألف                                  |
| الكثافة السكانية (ن./كم²)                                 | 75.46                                      | 234.19 ألف                                 |
| العاصمة                                                   | كييف                                       | فادوتس                                     |
| اللغة الرسمية                                             | اللغة الأوكرانية                           | اللغة الألمانية                            |
| العملة                                                    | هريفنا أوكرانية، كاربوفانيتس، روبل سوفييتي | فرنك سويسري                                |
| الناتج المحلي الإجمالي (بليون دولار)                      | 112.15 مليار                               | 6.29 مليار                                 |
| الناتج المحلي الإجمالي (تعادل القوة الشرائية) بليون دولار | 352.98 مليار                               |                                            |
| الناتج المحلي الإجمالي الاسمي للفرد دولار أمريكي          | 2.11 ألف                                   |                                            |
| الناتج المحلي الإجمالي للفرد دولار أمريكي                 | 8.66 ألف                                   |                                            |
| مؤشر التنمية البشرية                                      | 0.747                                      | 0.908                                      |
| رمز المكالمات الدولي                                      | +380                                       | +423                                       |
| رمز الإنترنت                                              | .ua، .укр ‏                                 | .li                                        |
| المنطقة الزمنية                                           | ت ع م+02:00، ت ع م+03:00، توقيت شرق أوروبا | توقيت وسط أوروبا، ت ع م+01:00، ت ع م+02:00 |

## منظمات دولية مشتركة
يشترك البلدان في عضوية مجموعة من المنظمات الدولية، منها:
| علم المنظمة | اسم المنظمة                    | تاريخ انضمام أوكرانيا | تاريخ انضمام ليختنشتاين |
| ----------- | ------------------------------ | --------------------- | ----------------------- |
|             | الاتحاد البريدي العالمي        | ?                     | ?                       |
|             | منظمة حظر الأسلحة الكيميائية   | ?                     | ?                       |
|             | منظمة التجارة العالمية         | 16 مايو 2008          | ?                       |
|             | الأمم المتحدة                  | 24 أكتوبر 1945        | 18 سبتمبر 1990          |
|             | منظمة الشرطة الجنائية الدولية  | ?                     | ?                       |
|             | الاتحاد الدولي للاتصالات       | 7 مايو 1947           | 25 يوليو 1963           |
|             | مجلس أوروبا                    | 9 نوفمبر 1995         | ?                       |
|             | منظمة الأمن والتعاون في أوروبا | 30 يناير 1992         | 25 يونيو 1973           |

## وصلات خارجية
- موقع وزارة الخارجية الأوكرانية